# Nový Pařezov
Nový Pařezov je část obce Pařezov v okrese Domažlice v Plzeňském kraji. Nachází se na jihozápadě Pařezova. Je zde evidováno 41 adres. V roce 2011 zde trvale žilo 87 obyvatel. Nový Pařezov leží v katastrálním území Pařezov o výměře 1,6 km².

## Historie
První písemná zmínka o vesnici pochází z roku 1787.

## Obyvatelstvo
| Rok            | 1869 | 1880 | 1890 | 1900 | 1910 | 1921 | 1930 | 1950 | 1961 | 1970 | 1980 | 1991 | 2001 | 2011 | 2021 |
| -------------- | ---- | ---- | ---- | ---- | ---- | ---- | ---- | ---- | ---- | ---- | ---- | ---- | ---- | ---- | ---- |
| Počet obyvatel | 209  | 232  | 227  | 223  | 221  | 221  | 215  | 90   | 92   | 81   | 74   | 64   | 59   | 87   | 136  |
| Počet domů     | 29   | 31   | 30   | 31   | 32   | 37   | 41   | 39   | 20   | 18   | 17   | 19   | 25   | 35   | 47   |

## Obecní správa
Při sčítání lidu v letech 1850–1959 Nový Pařezov byl osadou obce Otov v okrese Domažlice. V letech 1960–1985 byl částí obce Nový Kramolín v okrese Domažlice. Od 1. července 1985 do 23. listopadu 1990 byl částí města Poběžovice v okrese Domažlice. Od 24. listopadu 1990 je částí obce Pařezov v okrese Domažlice.

## Další fotografie

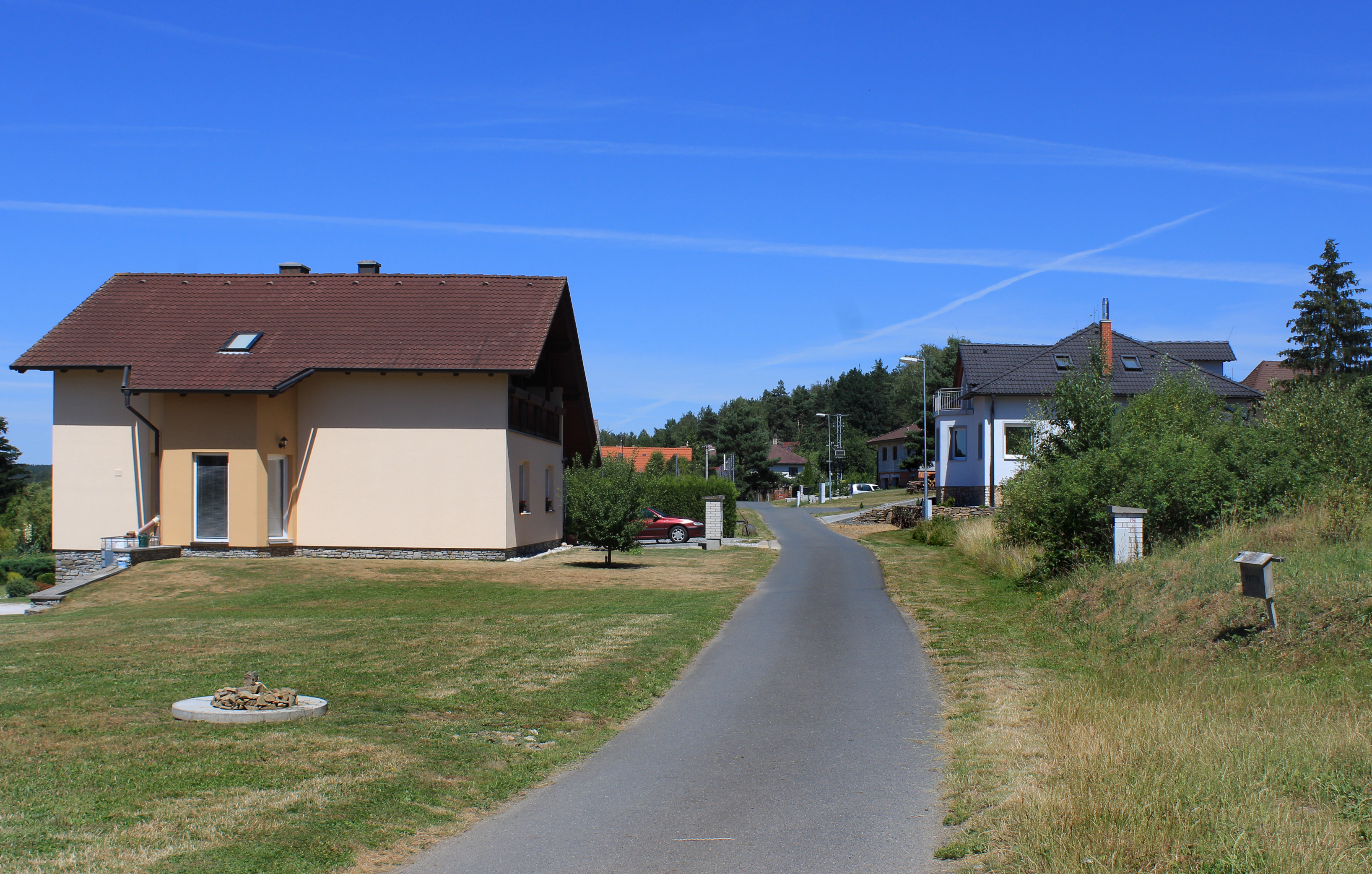
Nová výstavba
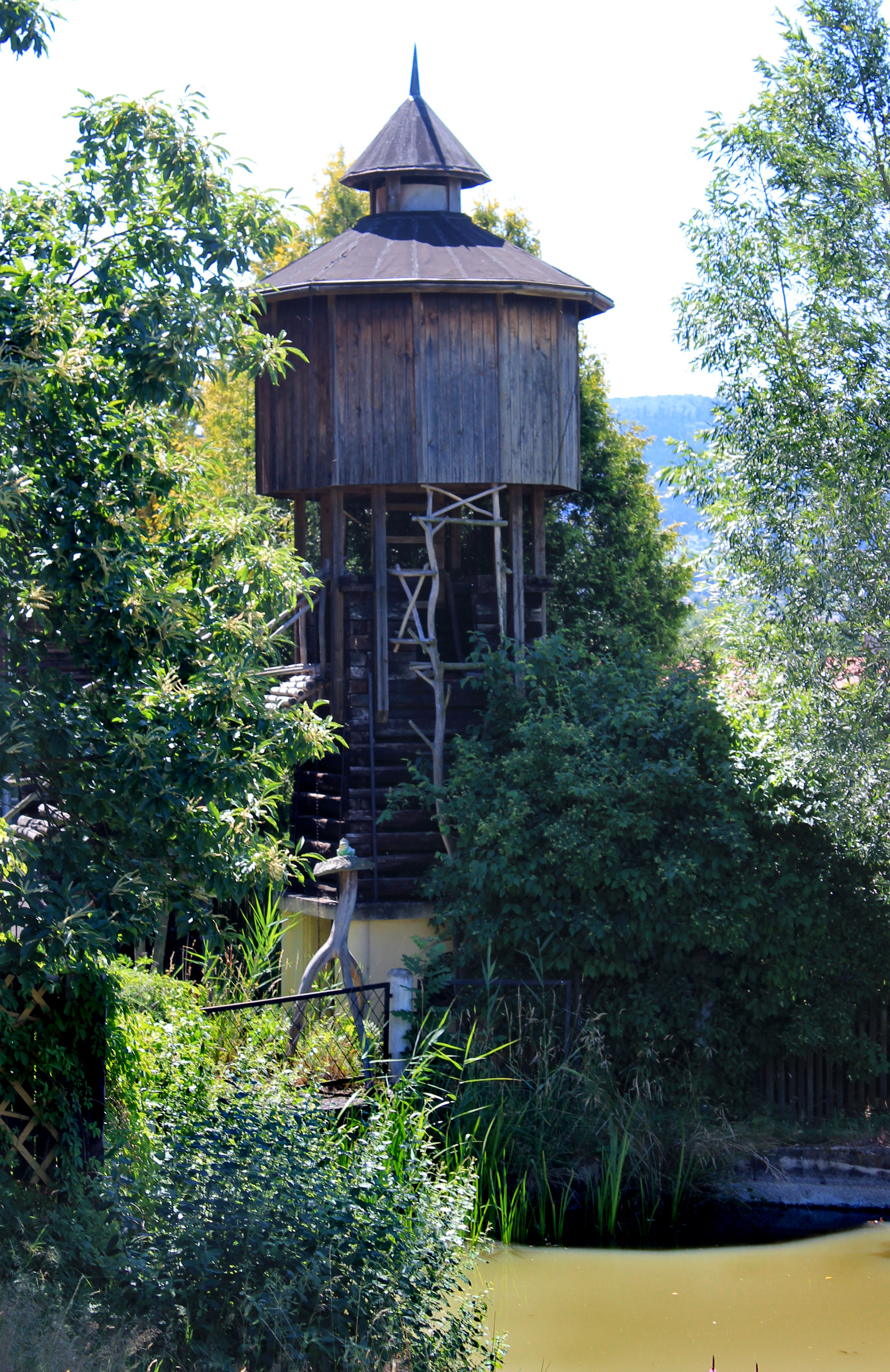
Věž u rybníčku
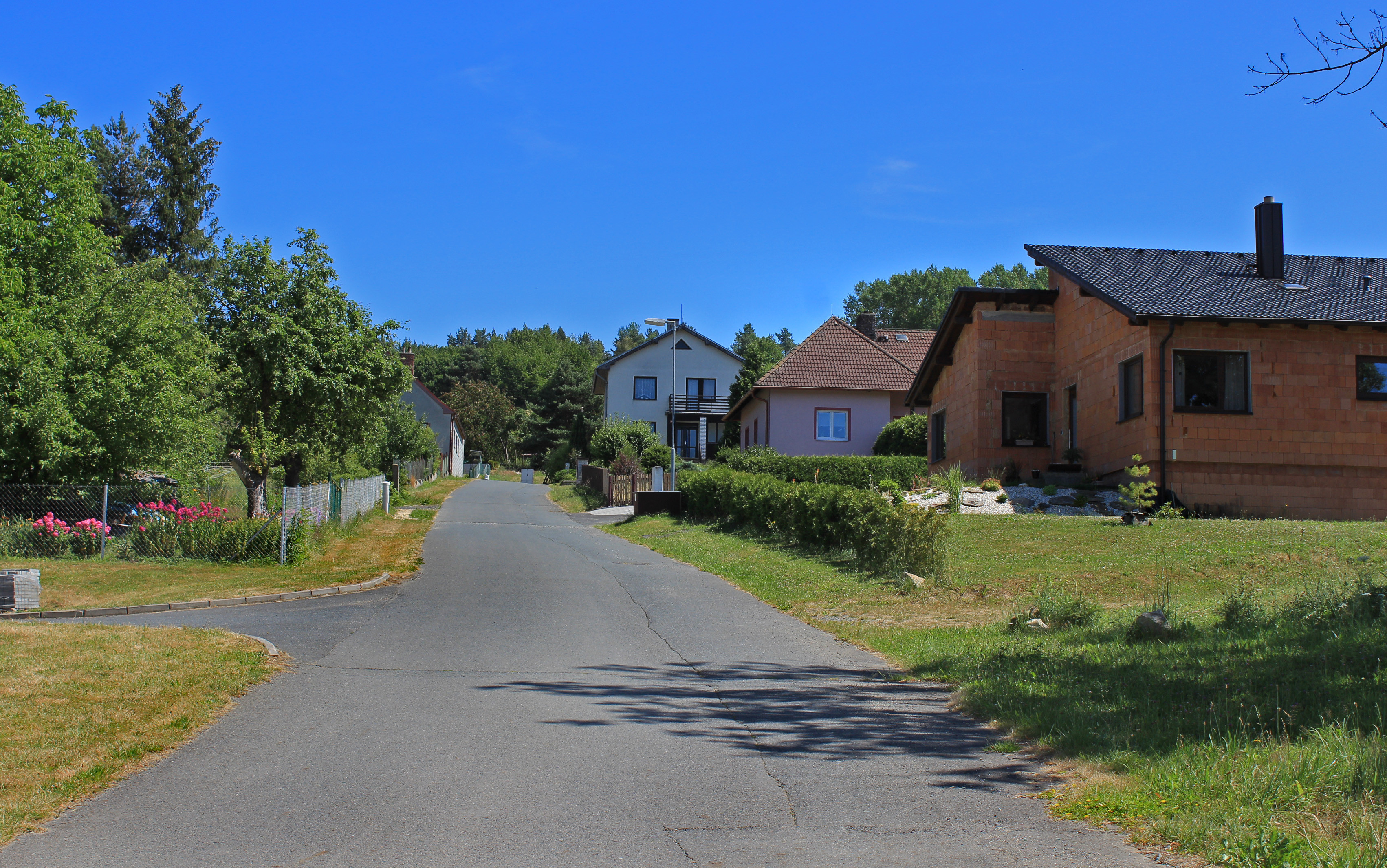
Silnice od obecního úřadu